# Le Dernier Crâne de M. de Sade
Le Dernier Crâne de M. de Sade est un roman de Jacques Chessex, publié chez Grasset en 2009. Le livre a reçu le Prix Sade en 2010.

## Résumé
Printemps 1814. Un homme de 74 ans est enfermé dans un hospice. Qui est cet homme? Fuyard, rescapé, sodomite, blasphémateur, et pourtant encore là, bouillant d'idées et d'ulcères, désireux de poursuivre l'œuvre de la chair. Cet homme s'appelle Donatien-Alphonse de Sade. Il meurt en décembre. Sa tombe au cimetière est ouverte en 1818, et son crâne passe de mains en mains. Relique, vanité, effroi érotique, le crâne de M. de Sade roule d'un siècle à l'autre, jusqu'à nos jours.

## Polémique
En Suisse, le livre n'a pu sortir qu'emballé dans du plastique, afin d'éviter le feuilletage. Un autocollant rajouté à chaque exemplaire indique : "Réservé aux adultes". Le diffuseur a pris cette décision au nom du principe de précaution, en regard de l'article 197 du code pénal.